# Islamische Ehe

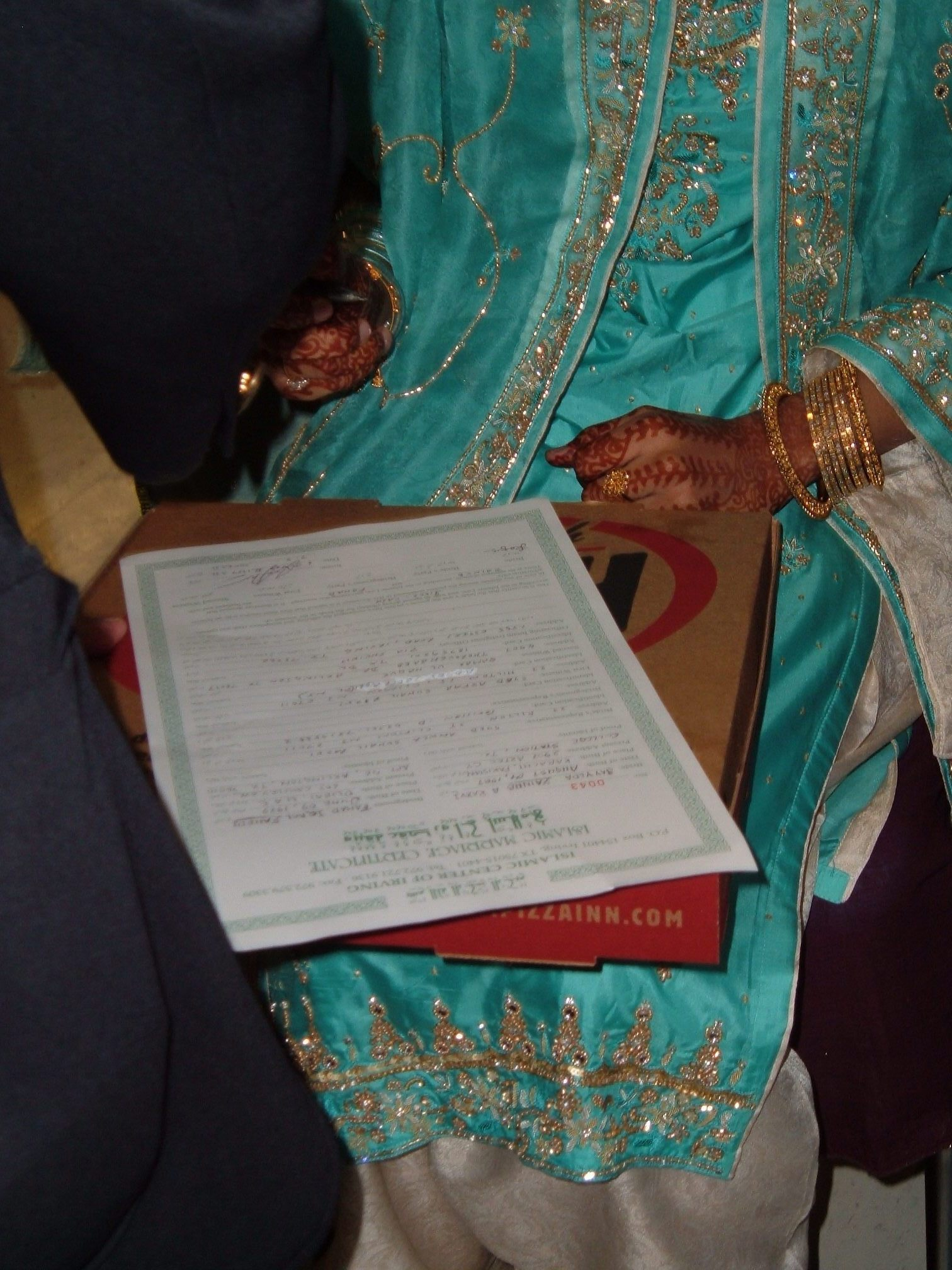
Unterzeichnung einer Nikahnama, eines muslimischen Heiratszertifikats, in Pakistan (2006)

Die islamische Ehe (arabisch نكاح, DMG nikāḥ) ist eine nach Maßgabe der Scharia geschlossene Ehe und gilt nach islamischer Systematik als privatrechtlicher Vertrag. Nach islamischem Verständnis sind die intimen Lebensbereiche von heiratsfähigen Frauen und Männern grundsätzlich getrennt; die Ehe ist der einzige Ort, in dem diese Trennung legitimerweise aufgehoben ist.

## Geschichte
Die islamische Ehe basiert auf den bereits vorher existierenden Traditionen bei den Arabern, diese wurden jedoch durch Muhammad stark reformiert. Obwohl sich diese Traditionen teilweise örtlich unterschieden, basierten diese zumeist auf einem patriarchalen System, in dem die Männer (im Gegensatz zu den Frauen) sehr große Freiheiten genossen. Obwohl diese Strukturen sich bereits vor dem Islam teilweise aufzulösen schienen, waren Frauen dennoch weiterhin im Nachteil. So wurde die Ehe zwischen dem zukünftigen Bräutigam und dem männlichen Vormund der Braut ausgehandelt, oft ohne deren Einverständnis. Doch auch schon vor dem Islam wurde damit begonnen, die Brautgabe der Braut selbst auszuhändigen, die jedoch weiterhin weitgehend unter der Autorität ihres Ehemanns (und nach dessen Ableben unter dem seiner Familie) stand und der alleine über eine mögliche Ehescheidung entscheiden konnte. Diese Traditionen wurden durch den Islam grundlegend reformiert, behielt andererseits auch deren wesentliche Elemente bei mit dem Ziel, die Rechte der Frauen in der Ehe zu stärken.

## Eheformen
Die islamische Ehe ist grundsätzlich auf Dauer angelegt. Daneben ist nach schiitischer Auffassung eine Ehe auf Zeit möglich als Mutʿa-Ehe, beispielsweise im Iran. Der zeitgebundene Ehevertrag gehört nach muslimischer Systematik zur Gruppe der Miet- und Pachtverträge. Hierbei kann eine Ehe für einen bestimmten Zeitraum, zum Beispiel für einige Stunden, geschlossen werden und endet dann automatisch. Auch die Vereinbarung einer bestimmten Anzahl sexueller Begegnungen, mindestens jedoch einer, ist möglich. Der sunnitische Islam lehnt eine solche temporäre Ehe ab. Viele sunnitische Korangelehrte verurteilen diese Form der Ehe als Legitimation der Prostitution.
Eine ähnliche Form der Zeitehe ist die sogenannte „Misyar-Ehe“. Bei dieser Form der Ehe muss der Mann weder eine hohe Mitgift noch Unterhalt zahlen. In Ägypten wurde die Misyar-Ehe vom Großscheich Muhammad Sayyid Tantawi bereits 1999 legitimiert. Im Jahre 2006 wurde sie auch in Saudi-Arabien durch ein islamisch-religiöses Rechtsgutachten (Fatwa) für legitim erklärt.

## Ehehindernisse
Die Heirat naher Verwandter, also zwischen Eltern oder Großeltern und Kindern sowie zwischen Geschwistern, ist verboten (haram). Es gibt auch ein Heiratsverbot bei Milchverwandtschaft.
Ein Mindestalter für die Verheiratung gibt es im klassischen islamischen Recht nicht. Die Scharia erlaubt den Vollzug der Ehe bei Mädchen ab dem Einsetzen der Pubertät, was für Mädchen das Einsetzen der Regelblutung bedeutet (siehe Kinderheirat). Heutiges Recht in den meisten muslimischen Ländern setzt ein Mindestalter fest.

## Ehen mit Nichtmuslimen
Hinsichtlich der Eheschließung mit Muslimen herrscht im Islam traditionell ein System der asymmetrischen Endogamie: während muslimische Männer jüdische und christliche Frauen heiraten dürfen, ist muslimischen Frauen die Eheschließung mit nicht-muslimischen Männern nicht erlaubt.
Die Erlaubnis der Eheschließung mit jüdischen und christlichen Frauen stützt sich auf Sure 5 (Al-Māʾida „Der Tisch“), Vers 5: „Heute sind euch erlaubt […] die ehrbaren gläubigen Frauen (al-muḥṣanāt min al-muʾmināt) und die ehrbaren Frauen derer, die vor euch die Schrift erhalten haben (al-muḥṣanāt min allaḏīna ūtū l-kitāb), wenn ihr ihnen ihren Lohn gegeben habt, ehrbar seid, keine Unzucht treibt und keine Liebschaften unterhaltet.“
Nur wenige muslimische Gelehrte haben die Auffassung vertreten, dass Muslime keine jüdische oder christliche Frauen ehelichen sollten. Einer von ihnen war der ägyptische Hadith-Gelehrte Ahmad Muhammad Schākir (1892–1958). Er riet von solchen Heiraten ab, weil die jüdischen und christlichen Frauen der Gegenwart bereits vor der Ehe Liebhaber hätten und ihre Jungfräulichkeit verlören und somit nicht mehr unter die Kategorie der „ehrbaren Frauen“ (muḥṣanāt) fielen.
Das Verbieten der Ehe mit einem nicht-muslimischen Partner, ob Mann oder Frau, wird mit Sure 60 (al-Mumtahana „Die Geprüfte“), Vers 10 begründet: „O ihr, die ihr glaubt, wenn zu euch gläubige Frauen kommen, die ausgewandert sind, so prüfet sie. Gott kennt ihren Glauben sehr wohl. Wenn ihr sie als gläubige Frauen erkannt habt, so lasset sie nicht zu den Ungläubigen zurückkehren. Weder sind sie ihnen erlaubt, noch jene diesen Frauen“ (60:10). Auch Sure 2 (al-Baqara „Die Kuh“), Vers 221 wird zur Begründung dieses Verbots herangezogen:
"Und gebt nicht (gläubige Frauen) an heidnische Männer in die Ehe, solange diese nicht gläubig werden!"
Reza Aslan erklärt die bestehende Asymmetrie damit, dass die Koranexegese jahrhundertelang ausschließlich in männlicher Hand lag, wodurch sich manches Ungleichgewicht und eine mitunter „ausgesprochen frauenfeindliche“ Deutung mancher Verse erklären lasse, die nicht im Text selbst begründet sei. Von dem über Jahrhunderte bestehenden Konsens sind in den letzten Jahren einzelne muslimische Gelehrte abgewichen. So schrieb im Jahr 2000 der ehemalige Dekan der Theologischen Fakultät der Universität Istanbul, Yaşar Nuri Öztürk, in seinem Buch Der verfälschte Islam: „Es gibt kein prinzipielles Verbot, dass muslimische Frauen Männer dieser Religionen nicht ehelichen dürften - dies bleibt der Zeit und den sonstigen Umständen überlassen.“ Die Argumentation gegen die Eheschließung von Muslimas mit Nichtmuslimen sei fadenscheinig, weil sich Sure 60:10 nur auf weibliche Flüchtlinge beziehe.

## Eheschließung
Bei der Ehe ist nach klassischer Rechtslehre ein Ehevormund (Wali) für die Frau notwendig. Außerdem wird ein Ehevertrag abgeschlossen. Bei Vertragsabschluss ist die Anwesenheit zweier männlicher Zeugen vorgeschrieben. Ist der Ehevormund der Vater oder Großvater väterlicherseits, kann er nach hanafitischer, malikitischer, schafiitischer und hanbalitischer Lehre die Ehe als Walī mudschbir auch gegen den ausgesprochenen Willen einer jungfräulichen Braut schließen, wobei sich seine Entscheidungen allerdings strikt an den Belangen der Frau zu orientieren haben. Nach hanafitischer Lehre, nach der alle Blutsverwandten das Recht haben, eine minderjährige Braut in die erste Ehe zu zwingen, kann die Braut bei Erreichung der Volljährigkeit die Auflösung der Ehe durch einen Qādī verlangen, wenn der Heiratsvormund nicht der Vater oder der Großvater väterlicherseits war.
Eine umstrittene Frage ist, wie viel der Mann von seiner Verlobten vor der Eheschließung sehen darf. Das Spektrum der verschiedenen Auffassungen reicht vom Verbot jeglichen Kontakts mit der Frau bis hin zu großer Freizügigkeit. Der zeitgenössische Gelehrte Yusuf al-Qaradawi empfiehlt einen Mittelweg: Der Mann dürfe die Frau in der Kleidung sehen, in der sie gewöhnlich auch vor ihrem Vater und Bruder erscheine.

## Rechte und Pflichten in der Ehe
Das klassische islamische Recht geht bei der Definition der Pflichten in der Ehe von einer festgefügten Rollenverteilung aus, bei der der Ehemann als Ernährer fungiert, während die Ehefrau als Führerin des Haushalts und Mutter ihre Aufgaben wahrnimmt. Außerdem wird davon ausgegangen, dass der Ehemann grundsätzlich immer das Recht zum Geschlechtsverkehr hat, sofern nicht bestimmte Hinderungsgründe (Menstruation, Krankheit, Entbindung) vorliegen. Nach Auffassung einiger Gelehrter darf die Frau nicht ohne die Erlaubnis ihres Mannes das Haus verlassen, es sei denn zur Verrichtung religiöser Pflichten oder in dringenden familiären Angelegenheiten.
Umgekehrt muss der Ehemann eine angemessene Unterkunft stellen und während der Ehe nach seinen Möglichkeiten Unterhalt (nafaqa) insbesondere für Nahrung und Kleidung zahlen. Strittig ist, ob der Lebensunterhalt nach der Leistungsfähigkeit des Mannes, dem vorherigen Lebensstand oder aus einer Kombination von beidem zu bemessen ist. Auf güterrechtlicher Ebene herrscht in der islamischen Ehe Gütertrennung. Die Ehefrau muss, selbst wenn sie vermögend ist, nicht zum finanziellen Unterhalt der Familie beitragen."
Diese Rollenverteilung entspricht allerdings in der Gegenwart häufig nicht mehr der Eherealität. So leisten heute muslimische Ehefrauen in sehr vielen Fällen "auch ohne entsprechende Verpflichtung wesentliche Beiträge zur Haushaltsführung". Es gibt auch moderne muslimische Juristen, die meinen, dass das von der Frau während der Ehe erwirtschaftete Geld nicht in ihr persönliches Eigentum übergeht, sondern der Familie gehört. Außerdem regeln einige moderne Personenstandsgesetze islamischer Länder das Unterhaltsrecht anders. Nach der marokkanischen neuen Mudawana zum Beispiel, die 2004 vom marokkanischen König in Kraft gesetzt wurde, sind die Eheleute gemeinsam für die Haushaltsführung und die anfallenden Kosten verantwortlich, die alleinige Unterhaltspflicht des Mannes ist weggefallen.

## Scheidung
Die Scheidung ist im Islam grundsätzlich Männern und Frauen möglich, jedoch unter folgender Prämisse:
Eine Ehescheidung durch die Frau (arab. Chulʿ, Auflösung des Ehevertrags durch die Frau, indem sie den Ehemann materiell entschädigt, z. B. auf den ausstehenden Teil ihrer Morgengabe verzichtet) ist gemäß Koran 2:229 ohne besondere Gründe zulässig. Dazu Anm. 218 des Kommentators Muhammad Asad: „Alle Autoritäten stimmen überein, daß (sic!) dieser Vers sich auf das unbedingte Recht seitens der Ehefrau bezieht, eine Ehescheidung von ihrem Ehemann zu erlangen. Außerdem kann die Frau eine Scheidungsklage bei Gericht wegen schwerwiegender Eheverfehlungen des Mannes einbringen, z.B.: mangelnder oder fehlender Unterhalt von Seiten des Ehemanns und sexuelle Vernachlässigung durch den Ehemann (vier Monate oder länger kein Geschlechtsverkehr), aber auch körperliche oder seelische Grausamkeit. Außerdem kann die Frau das Recht auf Scheidung per Ehevertrag auf sich ‚delegieren‘ lassen; sie kann auch ihr Scheidungsrecht vertraglich für den Fall festlegen, dass der Mann eine weitere Frau ehelichen möchte. In diesen Fällen muss sie Klage bei einem Richter erheben, der dann die Scheidung vollziehen kann. Heute sind diese Möglichkeiten durch die Ehe- und Familiengesetze mehrheitlich muslimischer Länder unterschiedlich geregelt, wobei sich diese Gesetze in sehr unterschiedlichem Ausmaß auf das islamische Recht stützen.“
Der Ehemann kann sich durch das dreimalige Aussprechen der Scheidungsformel gültig scheiden. Für den Mann gilt die Regel, wonach die Scheidung endgültig vollzogen ist, wenn er gegenüber seiner Ehefrau unter Einhaltung geregelter Fristen zum dritten Mal eine Aussage getätigt hat, deren Form eindeutig auf die Absicht zur Beendigung des ehelichen Verhältnisses schließen lässt. Diese Form der Scheidung steht in 22 muslimisch geprägten Ländern gegen das Gesetz.
Auch eine Scheidung auf gegenseitiger Einwilligung ist möglich, d. h. wenn beide Ehepartner entscheiden, dass sie nicht mehr miteinander leben wollen. Nach moderner Rechtsprechung in muslimisch geprägten Staaten, jedoch nicht nach der klassischen Scharia, setzt eine Scheidung in den meisten Fällen eine Trennungszeit von mindestens drei Monaten voraus.
Gegen eine Versöhnung bestehen nach Ablauf der jeweiligen Wartefrist keine Bedenken, sondern diese ist sogar erwünscht. Wurde die Scheidungsformel allerdings dreimal ausgesprochen, ist – etwa nach schiitischer Gesetzgebung – eine Wiederverheiratung erst nach der Ehe der Frau mit einem anderen Mann erlaubt.
In der Praxis nehmen einige Muslime die Verse 229 und 230 der Sure 2 zum Anlass, der Frau das Scheidungsrecht zu verweigern. Denn im Koran ist die gültige Scheidung durch das dreimalige Aussprechen des Scheidungsspruches dem Mann vorbehalten.

## Polygamie
Auch wenn die Polygamie im islamischen Kulturkreis nicht unumstritten ist, so erlaubt nach islamischer Rechtsauffassung der Koran die Ehelichung von bis zu vier Frauen oder eine unbestimmte Zahl von Konkubinen. Eine Frau hingegen kann nur mit einem einzigen Mann verheiratet sein.

„Und wenn ihr fürchtet, in Sachen der (eurer Obhut anvertrauten weiblichen) Waisen nicht recht zu tun, dann heiratet, was euch an Frauen gut ansteht, (ein jeder) zwei, drei oder vier. Und wenn ihr fürchtet, (so viele) nicht gerecht zu behandeln, dann (nur) eine, oder was ihr (an Sklavinnen) besitzt! So könnt ihr am ehesten vermeiden, unrecht zu tun.“

Dazu mahnte der Prophet Mohammed:

„Wer zwei Frauen hatte und sie nicht gleichgerecht behandelte, der kommt am Tag der Auferstehung mit einer lahmen Hälfte.“

Die Ehelichung von mehr als einer Frau ist nach islamischem Recht an hohe Anforderungen gebunden. Der Mann muss eine vollkommene Gleichbehandlung der Frauen gewährleisten; keine der Ehefrauen darf finanziell oder emotional bevorzugt werden. Der Mann muss darüber hinaus finanziell in der Lage sein, jeder seiner Ehefrauen einen eigenen Haushalt zu finanzieren.
Das Verwandtschaftsverhältnis der Ehefrauen eines Mannes untereinander beschreibt im islamischen Recht der Begriff „Mitfrau“.
In Tunesien und in der Türkei ist die Polygynie verboten, wobei das Gesetz in der Türkei aber bisweilen durch religiöse Eheschließungen umgangen wird (siehe Polygamie im Islam). Zahlreiche der 56 Staaten der Organisation für Islamische Zusammenarbeit schränken das Mehrehe-Recht ein, indem sie dem Gleichbehandlungsanspruch des Korans folgen. In Marokko zum Beispiel muss gerichtlich nachweisbar sein, dass ein Mann finanziell in der Lage ist, jeder Frau eine eigene Wohnung zur Verfügung zu stellen sowie für mögliche Kinder zu sorgen.

## Situation in verschiedenen Ländern
Die islamische Ehe, die nach Maßgabe der Scharia in europäischen oder amerikanischen Ländern geschlossen wurde, hat in europäischen und amerikanischen Staaten keine Rechtswirkung. Rechtliche Gültigkeit hat in den jeweiligen Ländern Europas und Amerikas im Eherecht allein die vor dem Staat geschlossene zivilrechtliche Ehe. Umgekehrt wird die Scheidung einer Ehe, die nach islamischem Recht im Heimatland geschlossen und später zivilrechtlich in Deutschland geschieden wurde, nicht ohne weiteres im Heimatland anerkannt.

### Türkei

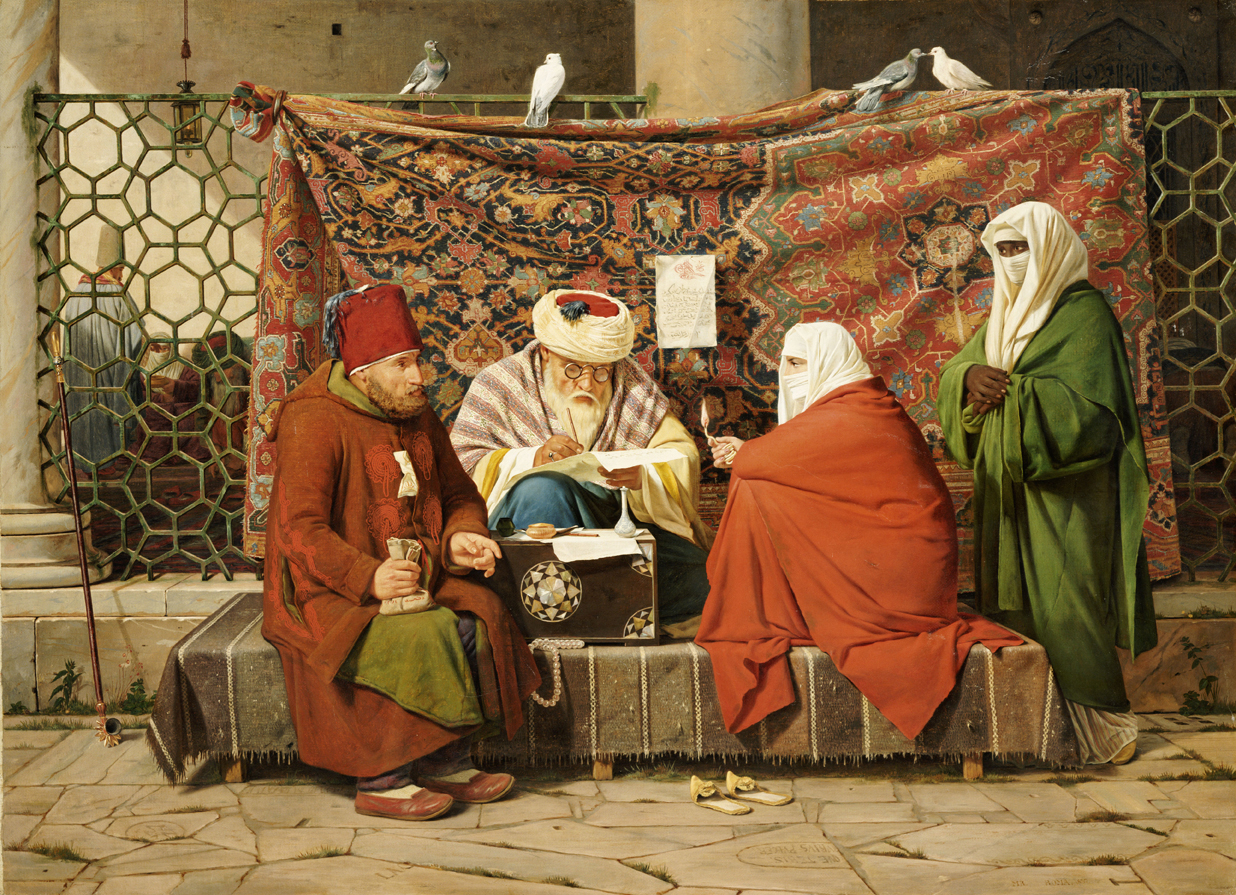
Ein türkischer Notar beim Aufsetzen eines Ehevertrages (Gemälde von Martinus Rørbye 1837)

In der Türkei, wo die Scharia im Zuge der Gründung der Türkischen Republik 1923/1924 zwar als Gesetzesgrundlage abgeschafft wurde, werden dennoch bis heute vor allem in ländlichen Gebieten Ehen nach Scharia-Recht geschlossen. Diese so genannten Imam-Ehen (türkisch: imam nikâhı), die unter anderem Ehen mit mehreren Ehefrauen sein können, aber auch Ehen von Minderjährigen oder Zwangsehen, werden in regelmäßigen Abständen vom türkischen Staat amnestiert, so dass auf diese Weise das traditionelle und kulturell geprägte Heirats- und Eheverständnis zunehmend wieder Einzug hält. Nach einer Untersuchung von Pınar İlkkaracan aus dem Jahre 1998 lebten 10,6 % der türkischen Frauen in polygamen Ehen.

### Indien
In Indien ist das Eherecht der Religionszugehörigkeit untergeordnet. Dies beinhaltet, dass es für Muslime ein eigenes Familien- und Eherecht gibt.
Im muslimischen Recht wird die Ehe als Zivilvertrag betrachtet, und der Qādī hält die Daten der Eheschließung in einem Nikahnama fest, das dem verheirateten Paar ausgehändigt wird. Es gilt der Muslim Personal Law (Shariat) Application Act von 1937.
Für die Scheidung wurde 1986 der Muslim Women (Protection of Rights on Divorce) Act erlassen, der auch das Thema Mahr und die Frage des Unterhalts definiert.
Berühmt wurde der Fall von Shah Bano, die 1985 ihren geschiedenen Mann auf Unterhalt verklagt hatte. Der oberste Gerichtshof hatte ihrer Klage stattgegeben und zwar nicht durch Interpretation des islamischen Rechts, sondern unter Bezugnahme auf ein britisch-indisches Gesetz, das den Mann zum Unterhalt verpflichtet, um zu verhüten, dass die Frau ein Sozialfall wird. Die Muslimorthodoxie protestierte gegen dieses Urteil und setzte sich mit der Meinung durch, dass sich hier der Gerichtshof in islamische Rechtsvorschriften eingemischt habe, die die Unterhaltspflicht ganz anders regelten. Die ʿUlamā' argumentierte, eine Heirat sei ein Vertrag, mit dessen Aufkündigung auch alle Verpflichtungen des Ehemannes erloschen seien. Unterhalt dürfe nur drei Monate lang nach der Scheidung gezahlt werden. Die Regierung unter Rajiv Gandhi schloss sich der Sichtweise der Ulama an.
Während große Teile des indischen Rechts durch den Eingriff der Engländer sowie die Gesetzgebung der indischen Parlamente entscheidende Modifikationen erfuhren, blieb das Muslim-Familienrecht weitgehend unverändert. Dies ist auf den Widerstand der Ulama zurückzuführen, die die Scharia als Richtschnur idealen islamischen Verhaltens sieht und dem säkularen indischen Staat nicht gestattet, islamisches Recht zu reformieren. Im Jahr 2017 hat Indiens Oberster Gerichtshof die Praxis des dreifachen Talāq für rechtswidrig erklärt, da dies kein «integraler Bestandteil der islamischen Praxis» sei.

### Saudi-Arabien
Die Personenstandsgesetzgebung des Königreichs Saudi-Arabien gründet auf dem islamischen Gesetz (Scharia). Der Ehe-Vertrag soll von Zeugen unterschrieben werden und legt eine gewisse Geldsumme (mahr) fest, die von dem Mann an die Frau zu zahlen ist. In den frühen 1990er-Jahren betrug der Wert einer durchschnittlichen mahr zwischen 25.000 und 40.000 Riyal (10.000–15.000 Euro); gelegentlich kam es jedoch vor, dass Paare den Brauch des mahr gänzlich ablehnten und einen nominalen Betrag nutzten, um die formalen Bedingungen der saudischen Ehegesetze zu erfüllen.
Legitimiert wurde dies gesetzlich durch den folgenden Koranvers in der Sure 4 (an-Nisā' „Die Frauen“), Vers 4: „Und gebt den Frauen ihre Morgengabe als Geschenk (so daß sie frei darüber verfügen können)! Wenn sie euch aber freiwillig etwas davon überlassen, könnt ihr es unbedenklich (für euch selber) verbrauchen.“
Der Ehevertrag kann auch eine bestimmte Summe festlegen, die im Falle einer Scheidung an die Frau zu zahlen ist. Andere Regelungen können beispielsweise der Frau das Recht zusichern, sich scheiden zu lassen im Falle, dass der Mann eine zweite Frau heiratet oder dass der Frau das Sorgerecht für die Kinder zusteht. Im Scheidungsfall geht das Sorgerecht zwingend auf den Vater über. Lediglich bis zu einem bestimmten Alter verbleiben die Kinder in der Obhut der Mutter.

### Marokko
Marokko hat 2004 sein Familienrecht reformiert. Gewalt ist in der Ehe in Marokko strafbar. Das Heiratsalter der Frauen wurde auf 18 Jahre angehoben. Frauen haben ein Recht auf Scheidung, auf das Sorgerecht für die Kinder und auf Unterhalt.

### Pakistan
Die Scheidung mit dem dreifachen Talaq wurde in Pakistan im Jahr 1961 abgeschafft.